# Micol Di Segni
Micol Di Segni (Roma, 29 de diciembre de 1987) es una artista marcial mixta y modelo alternativa italiana. Ha trabajado para el portal web SuicideGirls desde 2007, apareciendo en más de 20 sesiones de fotos, libros y revistas. También conocida como Eden Von Hell, ha aparecido en muchos programas de televisión, películas y programas de radio italianos (como Late Show en Rai Radio 2 y Non è un lavoro per donne en Radio Rock) y en las páginas de revistas internacionales como Men's Health, GQ, Inked y Tattoo Life.

## Carrera de artes marciales mixtas
Micol hizo su debut amateur en las MMA en 2014 ganando el puesto de peso mosca en la Selección Nacional de Italia. Compitió en el Campeonato Mundial de la Federación Internacional de Artes Marciales Mixtas 2014 en Las Vegas (Nevada), conquistando una medalla de bronce luego de tres rondas reñidas en las semifinales contra la brasileña Amanda Ribas. Al año siguiente, se convirtió en la campeona mundial de peso mosca al derrotar a la sueca Anja Saxmark en la final del Campeonato Mundial IMMAF 2015.
Firmó con la promoción sudafricana Extreme Fighting Championship (EFC) para hacer su debut profesional en octubre de 2015, enfrentándose a Danella Eliasov para obtener una victoria por decisión unánime.
Después de una segunda pelea de EFC en peso mosca contra Shana Power en junio de 2016, comenzó a dividir sus campos de entrenamiento entre Roma y Albuquerque (Nuevo México). En la Academia Jackson Wink MMA tuvo la oportunidad de confrontar y dominar sus habilidades con algunos de los mejores luchadores del mundo. Después de caer al peso paja, tuvo una racha ganadora de 5 peleas, principalmente al terminar con sus oponentes antes de que sonara la campana, llevándola a convertirse en la primera mujer italiana en pelear en eventos europeos e internacionales como Cage Warriors, RXF, Brave Combat Federation y Dana White's Contender Series. A principios de 2020, la promoción española AFL anunció el primer evento de MMA exclusivo para mujeres en Europa, con Micol Di Segni como primer aspirante al título inaugural de peso paja.
El evento histórico se pospuso hasta octubre de 2020, con la pelea por el título DiSegni vs Kerouche como el evento principal. Di Segni conquistó el título inaugural de peso paja derrotando a su oponente con golpes de tierra y golpes durante la tercera ronda del evento principal de la cartelera "AFL Valkyries - DiSegni vs Kerouche".
Tras ganar un año después en Venator FC 8 por nocaut técnico en el segundo asalto a Adriana Fusini el 30 de octubre de 2021, DiSegni se presentó en Ares FC 4 el 10 de marzo de 2022 contra Eizabeth Rodrigues. Perdió el combate por decisión dividida. Más adelante, apareció en Cage Warriors 144 el 7 de octubre de 2022 contra Bryony Tyrell. Ganó el combate por decisión unánime. En verano de 2023, en Cage Warriors 158, se enfrentó a Amanda Torres, perdiendo por decisión dividida.

## Récord en artes marciales mixtas
| Resultado | Récord | Oponente              | Método                      | Evento                           | Fecha                    | Ronda | Tiempo | Localización      |
| --------- | ------ | --------------------- | --------------------------- | -------------------------------- | ------------------------ | ----- | ------ | ----------------- |
| Derrota   | 10–5   | Amanda Torres         | Decisión (split)            | CW 158 - Cage Warriors 158: Rome | 29 de julio de 2023      | 3     | 5:00   | Roma              |
| Victoria  | 10–4   | Bryony Tyrell         | Decisión (unánime)          | CW 144 - Cage Warriors 144       | 7 de octubre de 2022     | 3     | 5:00   | Roma              |
| Derrota   | 9–4    | Elizabeth Rodrigues   | Decisión (split)            | Ares FC 4                        | 10 de marzo de 2022      | 3     | 5:00   | París             |
| Victoria  | 9–3    | Adriana Fusini        | TKO (golpes)                | Venator FC 8                     | 30 de octubre de 2021    | 2     | 4:07   | Montecatini Terme |
| Victoria  | 8–3    | Audrey Kerouche       | TKO (golpes)                | AFL: Valkyries                   | 10 de octubre de 2020    | 3     | 3:22   | Barcelona         |
| Derrota   | 7–3    | Mallory Martin        | Decisión (unánime)          | Dana White's Contender Series 25 | 20 de agosto de 2019     | 3     | 5:00   | Las Vegas         |
| Victoria  | 7–2    | Nikolina Vokic        | Sumisión (rear naked choke) | Day in the Cage 4                | 13 de abril de 2019      | 1     | 1:10   | Monte Urano       |
| Derrota   | 6–2    | Maria Ribeiro         | TKO (golpes)                | Brave CF 20                      | 22 de diciembre de 2018  | 1     | 1:09   | Hyderabad         |
| Victoria  | 6–1    | Cory McKenna          | Decisión (split)            | Cage Warriors 97                 | 29 de septiembre de 2018 | 3     | 5:00   | Cardiff           |
| Victoria  | 5–1    | Elena Belaya          | Sumisión (armbar)           | Fight Club Championship          | 9 de junio de 2018       | 1     | 1:40   | Sassari           |
| Victoria  | 4–1    | Samin Kamal Beik      | TKO (golpes)                | Kombat League: Magnum FC 4       | 3 de marzo de 2018       | 2     | 2:37   | Verona            |
| Victoria  | 3–1    | Alina Drimba          | TKO (golpes)                | RXF 29: All Stars                | 18 de diciembre de 2017  | 1     | 2:01   | Brașov            |
| Victoria  | 2–1    | Anastasia Gornostaeva | Decisión (unánime)          | Kombat League: Magnum 2          | 22 de julio de 2017      | 3     | 5:00   | Roma              |
| Derrota   | 1–1    | Shana Power           | Decisión (unánime)          | EFC Worldwide 50                 | 17 de junio de 2016      | 3     | 5:00   | Sun City          |
| Victoria  | 1–0    | Danella Eliasov       | Decisión (unánime)          | EFC Worldwide 44                 | 3 de octubre de 2015     | 3     | 5:00   | Johannesburgo     |